# The Woman from Monte Carlo
The Woman from Monte Carlo is een Amerikaanse dramafilm uit 1932 onder regie van Michael Curtiz.

## Verhaal
Kapitein Corlaix is bij de zeemacht tijdens de Eerste Wereldoorlog. Hij weet niet dat zijn vrouw Lottie een verhouding heeft met zijn overste. Aan boord raakt hij in de problemen. De enige ooggetuige heeft een verborgen agenda.

## Rolverdeling
| Acteur            | Personage                   |
| ----------------- | --------------------------- |
| Lil Dagover       | Lottie Corlaix              |
| Walter Huston     | Kapitein Corlaix            |
| Warren William    | Luitenant d'Ortelles        |
| John Wray         | Commandant Brambourg        |
| George E. Stone   | Le Duc                      |
| Robert Warwick    | Morbraz                     |
| Matt McHugh       | Vincent                     |
| Frederick Burton  | President van de krijgsraad |
| Frank Leigh       | Piloot                      |
| Francis McDonald  | Karkuff                     |
| Warner Richmond   | Fourdylis                   |
| Reginald Barlow   | Advocaat van de verdediging |
| Clarence Muse     | Tombeau                     |
| Oscar Apfel       | Dr. Rabeouf                 |
| Ben Hendricks jr. | Hoofdingenieur              |